# Kaliborita
La kaliborita es un mineral que pertenece a la clase de los boratos, y dentro de ella al grupo de los hexaboratos. Fue descrita como una nueva especie mineral a partir de ejemplares encontrados en  la mina de Schmidtmannshall,  en la cuenca potásica de Stassfurt, Sajonia-Anhalt, (Alemania), que consecuentemente es su localidad tipo. El nombre hace alusión a su composición química, kali (potasio) y boro.

## Propiedades físicas y químicas
La kaliborita es un borato de potasio y magnesio hidratado, de color blanco. Se presenta como masas cristalinas traslúcidas, y como cristales que raramente superan el tamaño milimétrico, formados por la combinación de {100}, {111}, {110}, con las caras generalmente con desarrollo desigual. Es algo soluble en agua, y fácilmente soluble en ácidos.

## Yacimientos
La kaliborita es un mineral muy raro, presente solamente en unos pocos yacimientos en el mundo, generalmente asociada a otras sales potásicas. Además de en la localidad tipo, se ha encontrado en el yacimiento de boratos conocido como  Inder B, en Inder,  región de Atyrau, Kazajistán, y en otros depósitos de boratos de ese país. En España se encontró como nódulos granudos formados por microcristales de aspecto cuneiforme, formados por la combinación de {110} y {111}, en el contacto entre silvina y carnalita en la mina Enrique, en Sallent (Barcelona). Por desgracia, la mayoría de los ejemplares que se extrajeron han desaparecido, debido a la delicuescencia de la carnalita acompañante.